# Kozji Gory
Kozji Gory (ros. Козьи Горы) – wieś (ros. деревня, trb. dieriewnia) w zachodniej Rosji, w osiedlu wiejskim Katynskoje rejonu smoleńskiego w obwodzie smoleńskim.

## Geografia
Miejscowość położona jest nad Dnieprem, 1 km od drogi federalnej R120 (Orzeł – Briańsk – Smoleńsk – Witebsk), 6,5 km od centrum administracyjnego osiedla wiejskiego (Katyń), 17 km na zachód od Smoleńska.

## Demografia
W 2010 r. miejscowość liczyła sobie 10 mieszkańców.